# 카에데 (가수)
카에데(2005년 12월 20일 ~ )은 대한민국에서 활동하는 일본의 가수로 걸그룹 tripleS의 멤버이다.